# Queen Camel
Queen Camel è un villaggio e parrocchia civile dell'Inghilterra, appartenente alla contea del Somerset.